# Falkenhaus (Bad Berneck im Fichtelgebirge)
Falkenhaus ist ein Gemeindeteil der Stadt Bad Berneck im Fichtelgebirge im Landkreis Bayreuth (Oberfranken, Bayern). Falkenhaus liegt in der Gemarkung Nenntmannsreuth.

## Geografie
Das Schloss liegt auf freier Flur. Im Westen fließt der Zittentalbach, ein linker Zufluss der Kronach, vorbei. Eine Gemeindeverbindungsstraße führt nach Eichberg (0,6 km nordwestlich) bzw. nach Doebitsch (0,4 km östlich). Eine weitere Gemeindeverbindungsstraße führt nach Birkenhof (0,3 km südwestlich).

## Geschichte
Falkenhaus gehörte zur Realgemeinde Nenntmannsreuth. Gegen Ende des 18. Jahrhunderts bestand Falkenhaus aus einem Schlösslein mit Wirtschaftsgerechtigkeit und einem daran gebauten Haus. Die Hochgerichtsbarkeit stand dem bayreuthischen Stadtvogteiamt Berneck zu. Das Stiftskastenamt Himmelkron war Grundherr der Anwesen.
Von 1797 bis 1810 unterstand Falkenhaus dem Justiz- und Kammeramt Gefrees. Infolge des Ersten Gemeindeedikts wurde Falkenhaus dem 1812 gebildeten Steuerdistrikt Himmelkron und der zugleich gebildeten Ruralgemeinde Nenntmannsreuth zugewiesen. Mit dem Zweiten Gemeindeedikt (1818) wurden die Gemeinde nach Neudorf eingegliedert. Im Zuge der Gebietsreform in Bayern wurde Falkenhaus am 1. April 1972 in Bad Berneck im Fichtelgebirge eingegliedert.

### Baudenkmäler
- Falkenhaus 16: Schloss Falkenhaube

### Einwohnerentwicklung
| Jahr      | 001818 | 001819 | 001861 | 001871 | 001885 | 001900 | 001925 | 001950 | 001961 | 001970 | 001987 |
| Einwohner | 11     | 8      | 26     | 18     | 18     | 6      | 8      | 21     | 4      | 3      | 3      |
| Häuser    | 3      |        |        |        | 2      | 3      | 2      | 3      | 1      |        | 1      |
| Quelle    | [ 6 ]  | [ 9 ]  | [ 10 ] | [ 11 ] | [ 12 ] | [ 13 ] | [ 14 ] | [ 15 ] | [ 16 ] | [ 17 ] | [ 1 ]  |

## Religion
Falkenhaus ist evangelisch-lutherisch geprägt und nach St. Walburga (Benk) gepfarrt.